# مورتال كومبات (مسلسل كرتوني)
مورتال كومبات مسلسل رسوم متحركة أمريكي تم انتاجة عام 1996 ويحكي المسلسل صراع بين قوى الخير وقوى الشر مقتبس عن سلسلة الألعاب الشهيرة بنفس الإسم. تم دبلجة المسلسل للعربية بواسطة مركز الزهرة .

## الممثلون
- نجاح سفكوني - رايدن
- مروان فرحات - ساب-زيرو، الراوي
- بثينة شيا - سونيا بليد
- أيمن السالك - سترايكر
- عادل أبو حسون - جاكس
- رأفت بازو - ليو كانغ
- و ..... أمل حويجة - كيتانا

## طاقم العمل

### نسخة العربية
- الإعداد: رأفت بازو (مدرجة باسم رافت بازو)
- المراجعة و التدقيق اللغوي: أيمن بكيراتي
- هندسة الصوت و المكساج: محمد حسان بكر
- المونتاج: سامر أبو حمد
- الإشراف الهندسي: م. رامز ترجمان
- الحاسوب: محمد حسان فرعون
- المتابعة المالية: أسامة حاج محمد، محمد حسان مهنا
- متابعة الإنتاج: رضوان حجازي
- YOUNG FUTURE (Weiss Bros.)
- حقوق التوزيع: TELE-PICTURS PROMOTERS INTRNANTIONAL
- الإشراف العام: مناع حجازي
- تنفيذ الدوبلاج: مركز الزهرة للإنتاج و التوزيع الفني – دمشق ص.ب 31044
- الإشراف الفني: يحيى الكفري

## روابط خارجية
- مورتال كومبات على موقع IMDb (الإنجليزية)
- مورتال كومبات على موقع كينوبويسك (الروسية)
- مورتال كومبات على موقع ألو سيني (الفرنسية)
- مورتال كومبات على موقع قاعدة بيانات الفيلم (الإنجليزية)